# SOS Dansk Autohjælp
|  | Sammenskrivningsforslag Artiklerne SOS International, SOS Dansk Autohjælp er foreslået sammenskrevet. (Siden juni 2021) Diskutér forslaget |

SOS Dansk Autohjælp er en dansk virsomhed, der yder autohjælp. Firmaet blev stiftet i 1979. I 1992 blev SOS Dansk Autohjælp omdannet til et aktieselskab med stationerne som hovedaktionærer. I 2012 blev SOS Dansk Autohjælp købt af SOS International og fik derefter tilføjet SOS foran Dansk Autohjælp
SOS International  har vejhjælpsnetværk i hele Norden . SOS International leverer vejhjælp på vegne af forsikringsselskaber og bilproducenter mv.virksomheder.